# 愛莉森·威廉絲
愛莉森·豪威爾·威廉絲（英語：Allison Howell Williams，1988年4月13日—）是一位美国女演员，也是時任NBC夜間新聞主持人布萊恩·威廉姆斯女兒。在电视中担任多个次要角色后，她在HBO喜剧劇集《女孩我最大》（2012-2017）中扮演Marnie Michaels，为她赢得了廣播影評人協會獎提名，并在《小飛俠音樂劇》中担任主角（2014）。她因在恐怖电影《逃出絕命鎮》(2017) 中饰演 Rose Armitage 而获得广泛认可，并因此获得了美國演员工会奖提名。随后，她於《波特萊爾的冒險》系列（2017-2019）中以Kit Snicket之身份出现。